# Aegus sulcaticollis
Aegus sulcaticollis es una especie de coleóptero de la familia Lucanidae.

## Distribución geográfica
Habita en Samar (Filipinas).